# As acusações falsas e sem provas do Calcinha rosa contra o Terminal 404
Ultimamente, o grupo "Calcinha rosa" vem criando páginas falsas e sem nenhum sentido no Wikipédia, falando bobagens sobre o Terminal 404, como por exemplo: (como supostos membros capazes de montar 2050 cavalos sem se cansar, eventos LGBT com substâncias alucinógenas, etc.).
E falando que o líder do grupo Terminal 404, tem páginas no OnlyFans, mas tudo isso é totalmente e obviamente falso, esse "Calcinha rosa" cria páginas falsas no Wikipédia pra dizer mentiras sobre grupos, e acham os mais perigosos por derrubar servidores de Discord com raid, esse grupo Calcinha rosa é totalmente uma piada, se você reparar o nome já idz tudo, Terminal 404 os humilhou 
1. ↑  1 de abril de 2009. doi:10.55776/t404 https://doi.org/10.55776/t404. Consultado em 17 de agosto de 2025 Em falta ou vazio |título= (ajuda)
2. ↑  Silva, Inês; Calcinha, Mariana Lopes; Santos, Joana Conduto Vieira dos (janeiro de 2023). «Repercussões da cultura organizacional no commitment organizacional: estudo desenvolvido em instituições do ensino superior». Psique (1). ISSN 2183-4806. doi:10.26619/2183-4806.xix.1.4. Consultado em 17 de agosto de 2025